# 미국 국립문서기록관리청

미국 국립문서기록관리청(美國國立文書記錄管理廳, 영어: National Archives and Records Administration, NARA)은 미국 정부의 독립기관으로서 미국의 역사와 관련된 기록을 보존하고, 제공하는 역할을 한다. 기관장은 국가기록물관리청장(Archivist of the United States)이며, 대통령이 임명한다.
본부는 워싱턴 특별구에 있으며, 미합중국 헌법, 아메리카 합중국 헌법 권리장전, 독립선언서를 소장하고 있다. 미국 국립문서관리청은 미 대통령 도서관을 관리한다.
1934년, 미국 의회가 연방 기록물 보관을 위해 국가 기록원(National Archives)을 설립하고, 기관장을 국가기록물관리청장으로 정하였다. 1949년에 미 연방 조달청(GSA)에 통합되었으나 1985년에 다시 독립기관이 되었다.
미국 국립문서기록관리청은 2011년 7월부터 시작하여 위키미디어 공용에 총 100,000 장이 넘는 사진을 기부하고 있다.

## 같이 보기
- 방선주
- 정병준